# Makau na Mistrzostwach Świata w Lekkoatletyce 2017
Makau na Mistrzostwach Świata w Lekkoatletyce 2017 – reprezentacja Makau podczas Mistrzostw Świata w Londynie liczyła 1 zawodniczkę, która nie zdobyła medalu.

## Skład reprezentacji
| Zawodniczka | Konkurencja        | Eliminacje | Eliminacje | Półfinał | Półfinał | Finał | Finał   |
| Zawodniczka | Konkurencja        | Wynik      | Pozycja    | Wynik    | Pozycja  | Wynik | Pozycja |
| ----------- | ------------------ | ---------- | ---------- | -------- | -------- | ----- | ------- |
| Loi Im Lan  | Bieg na 100 metrów | 12,00      | 37.        | NQ       | NQ       | NQ    | NQ      |